# 物質濫用

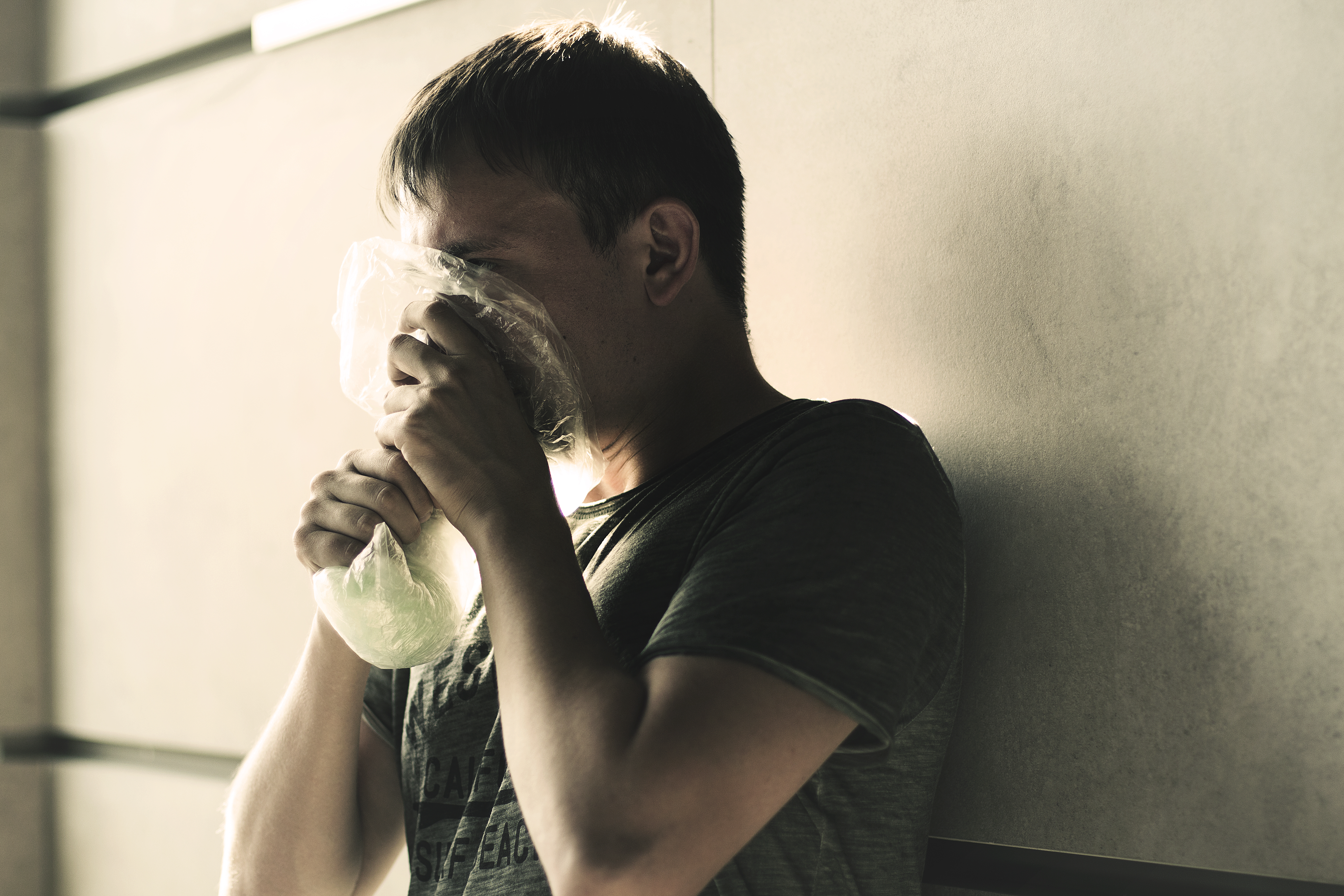
一名吸食吸入性藥物的男子。

物質濫用（英語：Substance abuse），也稱藥物濫用（Drug abuse），物質使用疾患（substance use disorder, 或是substance misuse disorder），是指使用藥物的數量，或者方法，對於本身，或者對於他人發生危害的情況。這是一種物質相關疾患。公共衛生領域、醫界、和司法界對於物質濫用有不同的定義。在某些情況下，一個人受到藥物的影響時，就會犯罪，或是發生反社會行為，而使用者的人格也可能會發生長期性改變。使用某些藥物除了造成身體、社會、和心理的傷害以外，還會受到刑事處罰，而根據各地的司法規定，刑罰的形式和輕重差異甚大。
與藥物相關的物質通常包括有：酒精、苯丙胺（亦稱安非他命）、巴比妥類藥物、苯二氮卓類、大麻、可卡因（亦稱古柯鹼）、致幻劑、安眠酮（亦稱甲喹酮）、和鴉片類藥物。人類尚不清楚會導致物質濫用的確切原因，目前的兩個主要理論是：或是因為遺傳易感性而從他人學習而來，或是養成成癮的習慣，繼而發展成慢性，致人衰弱的疾病。
在2010年，全球約有5％的人（2.3億）曾使用過非法物質。而其中的2,700萬人被歸類為高風險使用者（亦稱經常性藥物使用者），這種行為會危害身體和心理健康，或是產生社會問題，繼而危害到他們的身心健康。物質使用疾患在2015年導致307,400人的死亡案例，而在1990年的死亡人數為165,000。其中因酗酒而死亡的人數最多，為137,500例，死於鴉片類藥物使用疾患的人數為122,100例，死於苯丙胺依賴的人數為12,200例，以及死於可卡因依賴的人數為11,100例。
而近幾年流行的新興毒品，係指新興影響精神物質（New psychoactive substance，以下簡稱NPS），是近年來各國毒品防制工作的重要議題之一。根據聯合國毒品與犯罪問題辦公室（United Nations Office on Drugs and Crime，以下簡稱UNODC）發表的2018 年世界毒品報告書（World Drug Report），NPS 是指未被列入聯合國1961 年《麻醉品單一公約》（Single Convention on Narcotic Drugs） 或1971年《精神藥物公約》（Convention on Psychotropic Substances），可能造成公共威脅的新型毒品或精神作用藥物。台灣對於毒品使用（包括新興毒品）的數據監測工作，基本上是從幾種方式彙整而來，其中包括：（1）定期的全國性物質使用抽樣調查、（2）特定族群（如青少年或臨床病患）的成癮性物質使用流行病學調查、（3）檢警調單位之毒品緝獲資料登記及檢體檢驗系統、（4）衛生福利部食品藥物管理署管制藥物濫用通報資訊系統及濫用藥物檢驗通報系統。(陳為堅、吳上奇, 2020)。

## 分類

### 公共衛生定義

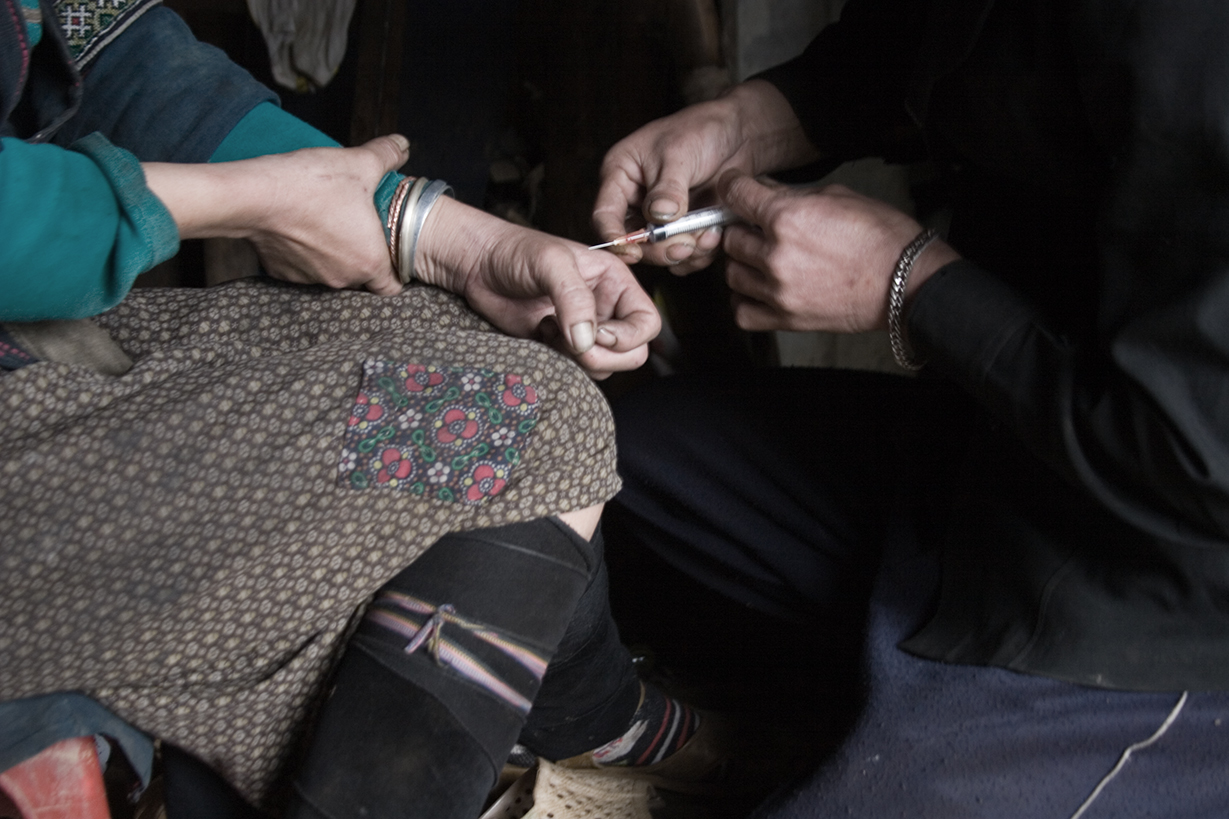
一位藥物使用者接受海洛因注射。

從事公共衛生工作的人士傾向使用比個人更寬闊的角度來看待物質使用，強調社會、文化、和可取得性三者能發揮的作用。一些衛生專業人士會避開使用“濫用”，而改用他們認為更客觀的語言，例如“藥物和酒精類的問題”或“有害的/有問題的使用”。加拿大不列顛哥倫比亞省的衛生官員委員會，在他們2005年政策討論文件《透過公共衛生措施處理藥物管制》中採用的是精神行為物質使用（psychoactive substance use）的公共衛生模型，這個模型質疑非黑即白，簡單二維式的表達，而用“使用”取代“濫用”來表達。這個模型明確的區分使用範圍，從有益的使用，到長期的物質依賴。

### 醫學定義

在2010年，根據藥物傷害專家的意見，所有非法以及合法藥物（物質）造成損害的排名中，酒精排名第一。

在世界上最常用的醫療診斷工具-美國精神醫學會（APA）的精神疾病診斷與統計手冊（DSM）以及世界衛生組織（WHO）的國際疾病與相關健康問題統計分類（ICD）中，“藥物濫用”已不被列為當前的醫學診斷。

### 價值判斷
菲利普·詹金斯提出所謂“藥物濫用”存有兩個問題。首先，何種物質被歸類為“藥物”就有爭議。例如，γ-羥基丁酸（一種在中樞神經系統中天然生成的物質）被認為是一種藥物（毒品），在許多國家屬於非法，而尼古丁在大多數國家中並未被正式認定屬於藥物。

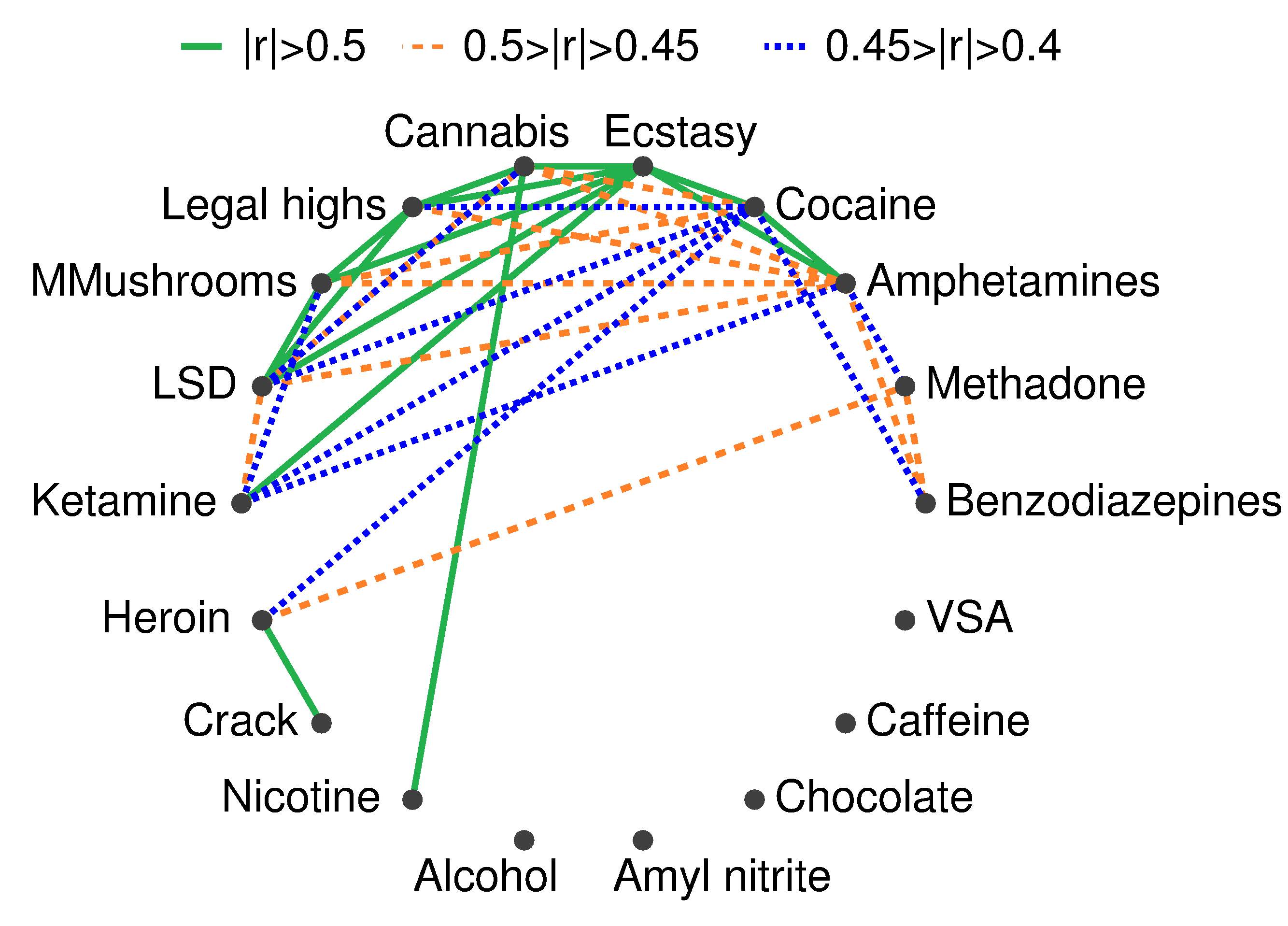
本圖描述18種合法和非法藥物的使用之間的相關性：酒精、苯丙胺、亞硝酸戊酯、苯二氮䓬類、大麻、巧克力、可卡因、咖啡因、霹靂可卡因、MDMA（又稱為搖頭丸）、海洛因、氯胺酮、狡詐家藥物、麥角酸二乙酰胺（又稱為LSD）、美沙酮，迷幻蘑菇、尼古丁、和吸入劑濫用（簡稱為VSA）。使用的定義為曾在2005-2015年期間至少使用過一次。藥物之間的彩色鏈接表示其r（皮爾遜積差相關係數）的絕對值>0.4。

第二，“濫用”表示的是使用任何物質的一種公認標準。在大多數西方國家，偶爾喝一杯葡萄酒被認可，而一次喝幾瓶則被認為屬於濫用。而嚴格禁酒倡導者，或是（也可能不是）出於宗教動機，會認為甚至只喝一杯也是濫用。有些團體甚至連使用咖啡因也會予以譴責。同樣，認為任何娛樂性使用大麻或苯丙胺衍生物也構成藥物濫用，即表示他們認為這些物質，即使在極少量的情況下也是有害。在美國，根據《美國管制物質法案》，藥物分為五類，第I、第II、第III、第IV、以及第V類。這些藥物根據被濫用的潛力作分類。一些藥物的使用有密切的相關性。例如，對七種非法藥物（安非他命、大麻、可卡因、搖頭丸、狡詐家藥物、LSD、和迷幻蘑菇）的消費就有關聯性，並且每對之間的皮爾遜積差相關係數都大於0.4；大麻與尼古丁（煙草）的使用密切相關（r>0.5），海洛因與可卡因（r>0.4）以及和美沙酮（r>0.45）相關，並與霹靂可卡因（r>0.5）密切相關

### 藥物濫用
藥物濫用（drug misuse）常用來形容使用具有如鎮靜劑、抗焦慮劑、鎮痛藥、或興奮劑特性的處方藥，來達到改變情緒或是沉醉的目的，而沒顧及過量時會產生嚴重的不良副作用。有時這會涉及到處方藥不當移轉（譬如是合法取得處方藥後，供他人做非法使用）
處方藥濫用（prescription misuse），根據處方開立的狀態、無處方而取得使用、意圖達到沉醉狀態、給藥途徑、與酒精合用、以及是否有依賴症狀，而有不同，甚至有不一致的定義。長期使用某些物質會導致中樞神經系統發生“藥物耐受性”的變化，到後來需要用更高劑量才能達到想要的效果。對於某些物質，停止或減少劑量可能會引起藥物戒斷症狀的發生，但仍要看是哪種物質而定。
在美國，處方藥濫用的情況正迅速超過非法藥物的濫用。根據美國國家藥物濫用研究所的數據，在2010年有700萬人服用處方藥，但非針對醫療用途。在12年級（高中三年級）的學生中，使用處方藥做非醫療用途的數量僅次於大麻。在2011年，“每12名高中生中就有近1人報告使用氫可酮/撲熱息痛（商品名維柯汀）作非醫療用途；每20人中就有1人報告使用羥二氫可待因酮（商品名OxyContin）。” 這兩種藥物都含有鴉片類藥物成分。在2017年對美國12年級學生所做的一項調查發現，濫用OxyContin的比例為2.7％，而在2005年最高的時候，曾達到5.5％。氫可酮/撲熱息痛濫用比率在2003年達到10.5％的高峰，而在2017年降到最低的水準。減少的原因與公共衛生措施，以及可取得性降低有關。
獲得處方藥而濫用的途徑有多種：與家人和朋友分享、在學校或工作場所非法購得、以及常用“四處求醫”的方式。。
執法部門因此逐漸加重要求醫師，在未對患者做控制的情況下（例如與患者建立“藥物合同”）而開立受管制物質處方，該負起更多的責任。相關的醫生必須充實自己的知識，以辨別患者的用藥行為，並逐漸熟悉辨識出潛在處方藥濫用的“危險信號”。

## 體徵和症狀
| 藥物 | 藥物類別                         | 身體 傷害 | 依賴 影響 | 社會 傷害 | 平均 傷害 |
| --- | -------------------------------- | --------- | --------- | --------- | --------- |
| 甲基苯丙胺 | 中樞神經系統 興奮劑              | 3.00      | 2.80      | 2.72      | 2.92      |
| 海洛因 | 鴉片類藥物                       | 2.78      | 3.00      | 2.54      | 2.77      |
| 可卡因 | 中樞神經系統興奮劑               | 2.33      | 2.39      | 2.17      | 2.30      |
| 巴比妥類藥物 | 中樞神經系統 中樞神經抑制劑      | 2.23      | 2.01      | 2.00      | 2.08      |
| 美沙酮 | 鴉片類藥物                       | 1.86      | 2.08      | 1.87      | 1.94      |
| 乙醇 | 中樞神經系統抑制劑               | 1.40      | 1.93      | 2.21      | 1.85      |
| 氯胺酮 | 解離鎮定用                       | 2.00      | 1.54      | 1.69      | 1.74      |
| 苯二氮䓬類藥物 | 苯二氮䓬類藥物                   | 1.63      | 1.83      | 1.65      | 1.70      |
| 苯丙胺 | 中樞神經系統興奮劑               | 1.81      | 1.67      | 1.50      | 1.66      |
| 菸葉 | 菸葉（尼古丁）                   | 1.24      | 2.21      | 1.42      | 1.62      |
| 丁丙諾啡 | 鴉片類藥物                       | 1.60      | 1.64      | 1.49      | 1.58      |
| 大麻 | 大麻素                           | 0.99      | 1.51      | 1.50      | 1.33      |
| 吸入性藥物 | 吸入性藥物                       | 1.28      | 1.01      | 1.52      | 1.27      |
| 4-甲硫苯胺 | 狡詐家藥物 5羥色胺釋放劑中的一種 | 1.44      | 1.30      | 1.06      | 1.27      |
| 麥角酸二乙酰胺 | 迷幻藥物                         | 1.13      | 1.23      | 1.32      | 1.23      |
| 哌甲酯 | 中樞神經興奮劑                   | 1.32      | 1.25      | 0.97      | 1.18      |
| 同化類固醇 | 同化類固醇                       | 1.45      | 0.88      | 1.13      | 1.15      |
| γ-羥基丁酸 | 神經傳導物質                     | 0.86      | 1.19      | 1.30      | 1.12      |
| MDMA | 放心藥 興奮劑                    | 1.05      | 1.13      | 1.09      | 1.09      |
| 亞硝酸酯 | 吸入性藥物                       | 0.93      | 0.87      | 0.97      | 0.92      |
| 巧茶 | 中樞神經系統興奮劑               | 0.50      | 1.04      | 0.85      | 0.80      |
| 有關傷害分級的附註 身體傷害、依賴影響、社會傷害各由三種不同的評等數字計算而得。最高的傷害評等數字為3.0。 “身體傷害”由急性爛醉、長期濫用、和靜脈注射濫用三項數字平均而得 “物質依賴”由功利計算（歡樂強度）、 心理依賴、身體依賴三項數字平均而得。 “社會傷害”由物質中毒、醫療衛生成本、和其他社會成本三項數字平均而得。 平均傷害則是把前三項（身體傷害/依賴影響/社會傷害）加總平均而得。 |                                  |           |           |           |           |

藥物濫用（包括酒精），依據藥物的成分，會導致:健康問題、社會問題、疾病發病率、傷害、從事非安全性行為、暴力、死亡、車禍、兇殺、自殺、身體依賴、或是物質依賴。
酗酒者和藥物濫用者的自殺率很高。據信導致自殺風險增加的原因，是由於長期濫用酒精和藥物，大腦化學物質受到生理扭曲，同時發生社交孤立。另一因素是藥物的急性陶醉作用讓自殺更容易發生。青少年酗酒者中自殺的案例也很常見，這類人的自殺，其中四分之一與酗酒有關聯。在美國，大約30％的自殺與酗酒有關聯。酗酒還拉高犯罪的風險，包括虐待兒童、家庭暴力、強姦、入室盜竊、和攻擊傷害。
物質濫用（包括酒精和處方藥），使用的時候，會誘發出類似於精神疾病的症狀，可在陶醉的狀態下，以及藥物戒斷的狀態下發生。在某些情況下，這些物質引起的精神疾病會在解毒之後仍持續很長的時間，例如在苯丙胺或可卡因濫用後長期存在的精神症，或是抑鬱症。停止使用後也會出現急性截斷症候群，症狀持續幾個月。苯二氮䓬類藥物是引起長時間戒斷反應中最顯著的藥物，時間可持續數年。酒精、巴比妥類藥物、以及苯二氮卓䓬類藥物的戒斷，都有產生致命後果的可能。致幻劑濫用會在停藥後引發妄想和其他精神病現象，為期很久。
大麻使用者在陶醉之時可能會引起恐慌發作，繼續使用可能會導致類似持續性抑鬱症的狀態出現。研究人員發現，每日使用大麻，以及使用強效大麻，發生精神分裂症或其他精神症的機會相當高。
持續酗酒通常會導致嚴重的焦慮和抑鬱，在大多數情況下，長期禁酒可將此類痛苦減輕。即使持續性的適量飲酒，對某些人也會增高焦慮和抑鬱的水平。在大多數情況下，這類藥物性精神病會經過長期禁酒後而消失。同樣的，濫用藥物會導致大腦發生許多變化，但有證據顯示在長期禁用之後，許多變化都可逆轉。

### 衝動性
衝動 (心理學)的特徵來自突然的慾念、異想天開、或未經深思的行為。濫用藥物的人有較高的衝動性，而同時使用多種藥物的人，衝動性通常會更強。以心理學測試方法愛荷華州賭博作業針對多項衝動行為所做的研究發現，相對於健康對照組（請參考對照試驗），吸毒者群組會做出較多風險較高的選擇。有種假設認為，由於藥物造成前額葉皮質發生變化，而抑制控制能力受到損害的結果。青春期發生的神經系統發育和激素的變化可能把控制衝動能力變動，導致他們試用藥物，進而走上成癮之路。衝動性被認為是神經質人格的一項特質（過度放縱/消極緊迫性），它可能與發展成物質濫用有關。

### 篩檢與評估
目前已有多種經過證實，可用於青少年的篩檢工具，例如CRAFFT篩檢測試和用於成人的CAGE問卷。
一些建議用於篩檢妊娠中物質濫用的工具有：4Ps Screening Tool、T-ACE、TWEAK、TQDH（飲酒歷史十問）、和AUDIT。
鑑於成癮者會呈現大腦的結構變化，將來可透過核磁共振成像（MRI），用非侵入性的掃描來做成癮診斷。

## 治療

### 心理學方法治療
從應用行為分析的文獻、行為主義、和隨機臨床試驗，可找到幾種循證的干預措施：行為婚姻治療、动机式访谈法、社區強化方法和家庭訓練、暴露療法、後果管理。這些方法有助於抑制渴望和焦慮、增強對治療的關注和學習新的行為技能、緩解戒斷症狀、並減少復發的機會。
在兒童和青少年中，認知行為療法（CBT）和家族治療兩種在藥物濫用治療方面，所擁有的研究證據最多。其他擁有完善研究的還包括生態家族治療（ecological family-based treatment）和集體CBT。這些治療方法可採不同的方式進行，每種方法都有不同程度的研究證據支持。研究顯示，集體CBT最有效，原因在於它能促進社交技能、發展適當的情緒調節技能、以及其他人際交往能力。也有一些截取各種治療方法的部分，然後綜合而成的治療模型，也被認為是證據紮實，或是可能有效。一項對孕產婦酒精和其他藥物使用的研究顯示，綜合治療模型有顯著成果，在做毒理學篩檢時達到較高的陰性結果。此外，在學校實施簡短干預措施，可有效減少青少年飲酒和大麻的使用和濫用。動機式訪談法也能有效地治療青少年的藥物濫用症。
匿名戒酒會和匿名戒麻醉品會是兩個最廣為人知的自助組織，參加組員相互支持，來戒除酒精或麻醉品。由於酒精對大腦，特別是大腦前額葉皮質的神經毒性作用，酗酒者的社交技能明顯受損。有人提出對住院治療酒精依賴的人提供輔助社交技能訓練（包括管理社交環境），可能會有效果。

### 藥物治療
有些藥物被批准用於物質濫用的治療，包括替代療法（如丁丙諾啡和美沙酮），以及受體拮抗劑藥物（如短效或更新型的長效形式雙硫崙和那曲酮）。有些藥物，最初是用在別的情況，後來也顯示有醫療效果，例如安非他酮和莫達非尼。美沙酮和丁丙諾啡有時用於治療鴉片成癮。這些藥物被用來當作其他鴉片類藥物的替代品，但本身仍會引起戒斷症狀。
目前尚無有效的抗精神病藥物。阿坎酸是一種穀氨酸能N-甲基-D-天冬氨酸的拮抗劑，可用於治療酒精戒斷症狀，因為戒酒時會產生穀氨酸能。

### 雙重診斷
通常患有物質使用疾患的人也有心理的問題。“雙重診斷”或“並發疾病”指的是同時患有精神健康和藥物濫用方面的疾病。根據英國精神藥理學協會（British Association for Psychopharmacology，BAP）的說法，“像抑鬱、焦慮、和精神病等精神疾病的症狀，發生在藥物濫用和/或酒精濫用的患者身上，是常態，而非例外。” 
對患有合併症的心理疾病患者，如僅治療其中一種，而不治療另一種，往往預後效果會很差。從歷史上看，大多數有雙重診斷的人通常只有一種病症受到治療，或是兩者都沒治療。但從1980年代以來，醫界就推動精神衛生與成癮治療同時處理，在這種治療時，兩種疾病都被認為同樣重要，並且由同一醫療衛生提供者同時處理。

## 流行病學

2004年，物質使用疾患患者（每十萬人）的失能調整生命年。
no data
<40
40–80
80–120
120–160
160–200
200–240
240–280
280–320
320–360
360–400
400–440
>440

吸食藥物（包括酒精）的行為最有可能在青春期發生，也常見年紀較大的青少年嘗試性的使用這類物質。例如，美國在2010年對全國高中學生物質使用率所作名為“監測未來”的研究，調查結果顯示，在12年級學生有48.2％報告在其生命中的某個時間曾使用過非法藥物。在調查前的30天內，12年級學生中有41.2％喝過酒，而19.2％曾經嘗試過香菸。美國在2009年有大約21％的高中生在無處方的情況下取得處方藥服用。並在更早的2002年，WHO估計約有1.4億人有酒精依賴的問題，另有4億身體有與酒精相關的毛病。
研究顯示絕大多數青少年會在問題出現之前就摒棄這類藥物。因此，總體使用率看來很高，但真正達到藥物濫用標準的比率卻低得多（接近5％）。根據英國廣播公司（BBC）：“聯合國估計全球有超過5,000萬乙二醇嗎啡（即海洛因）、可卡因、以及合成藥物的經常使用者。” 
在2017年，美國有70,200多人因藥物過量死亡。其中，與芬太尼和人工合成鴉片類藥物相關的人數上升最快（28,466人）。請參考以下圖表。

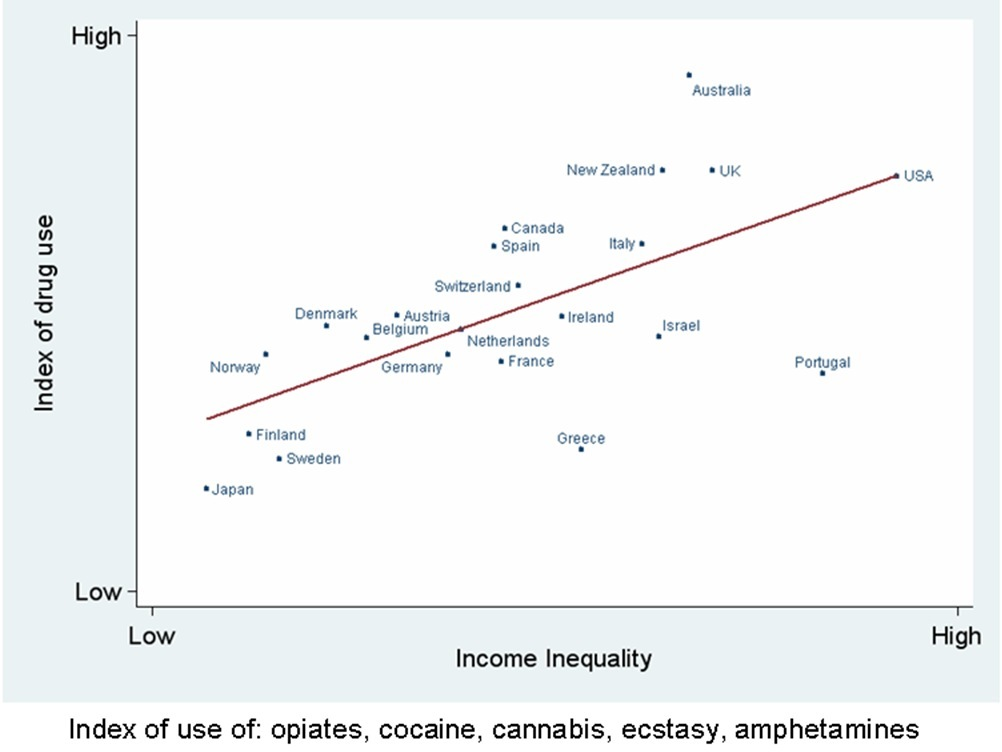
貧富差距越顯著的國家，非法藥物使用情況越嚴重
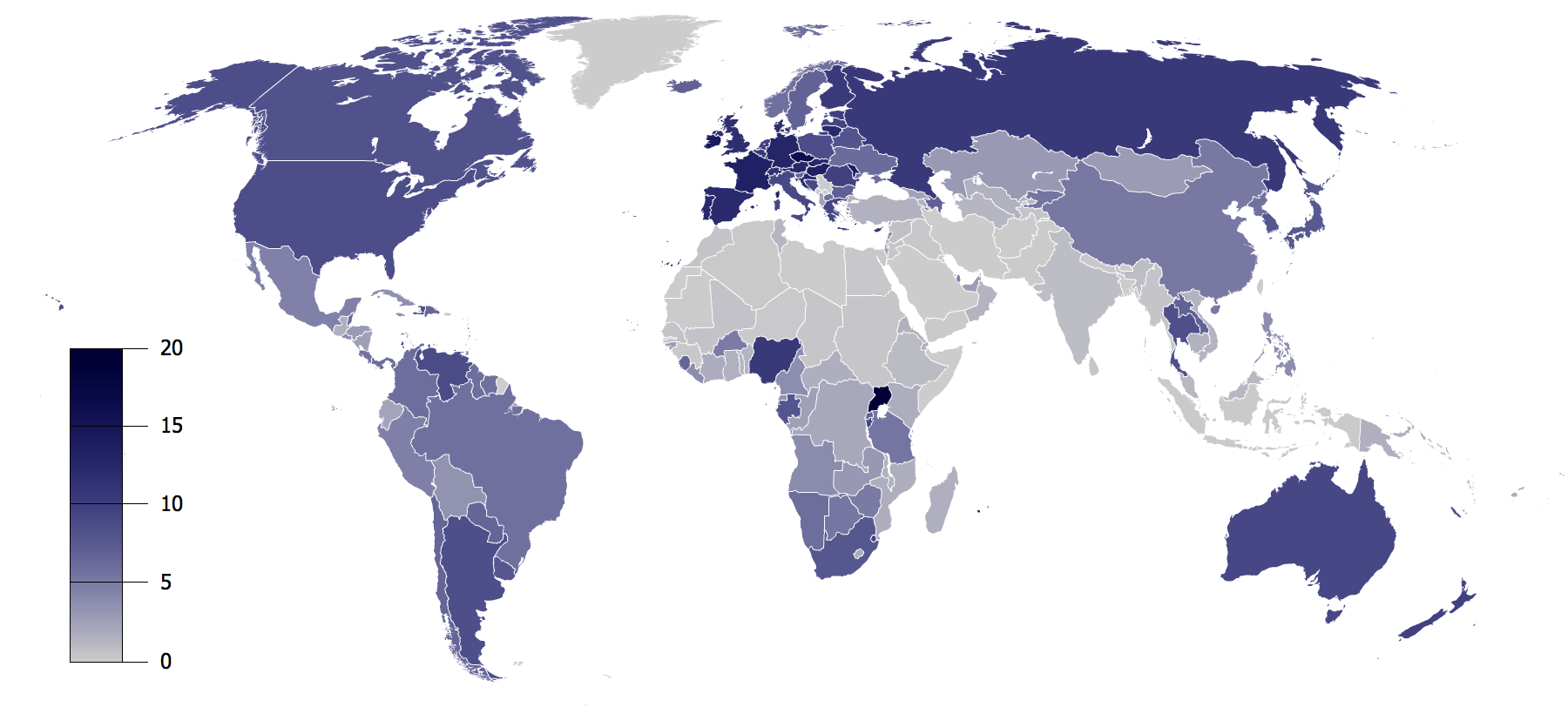
十五歲以上的人，有記錄的酒精人均消耗量（單位為純酒精/公升）
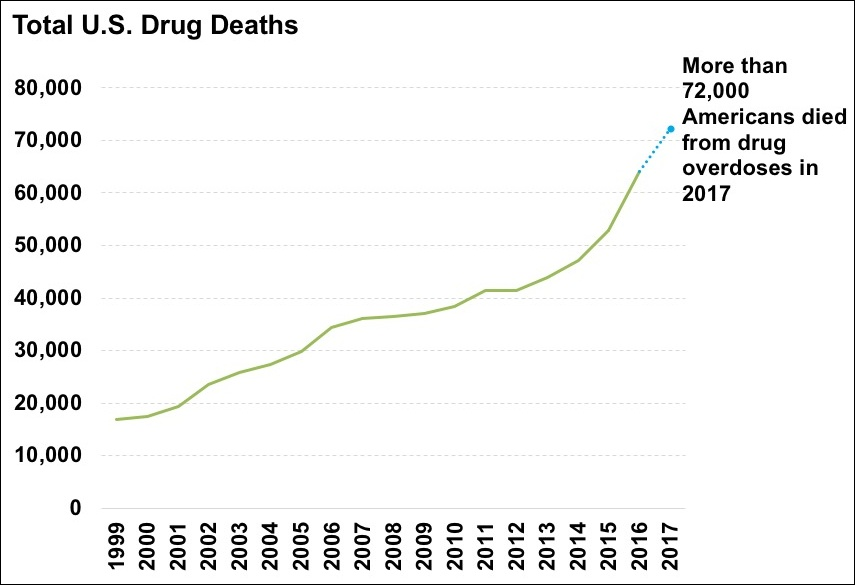
美國一年非法藥物致死人數。
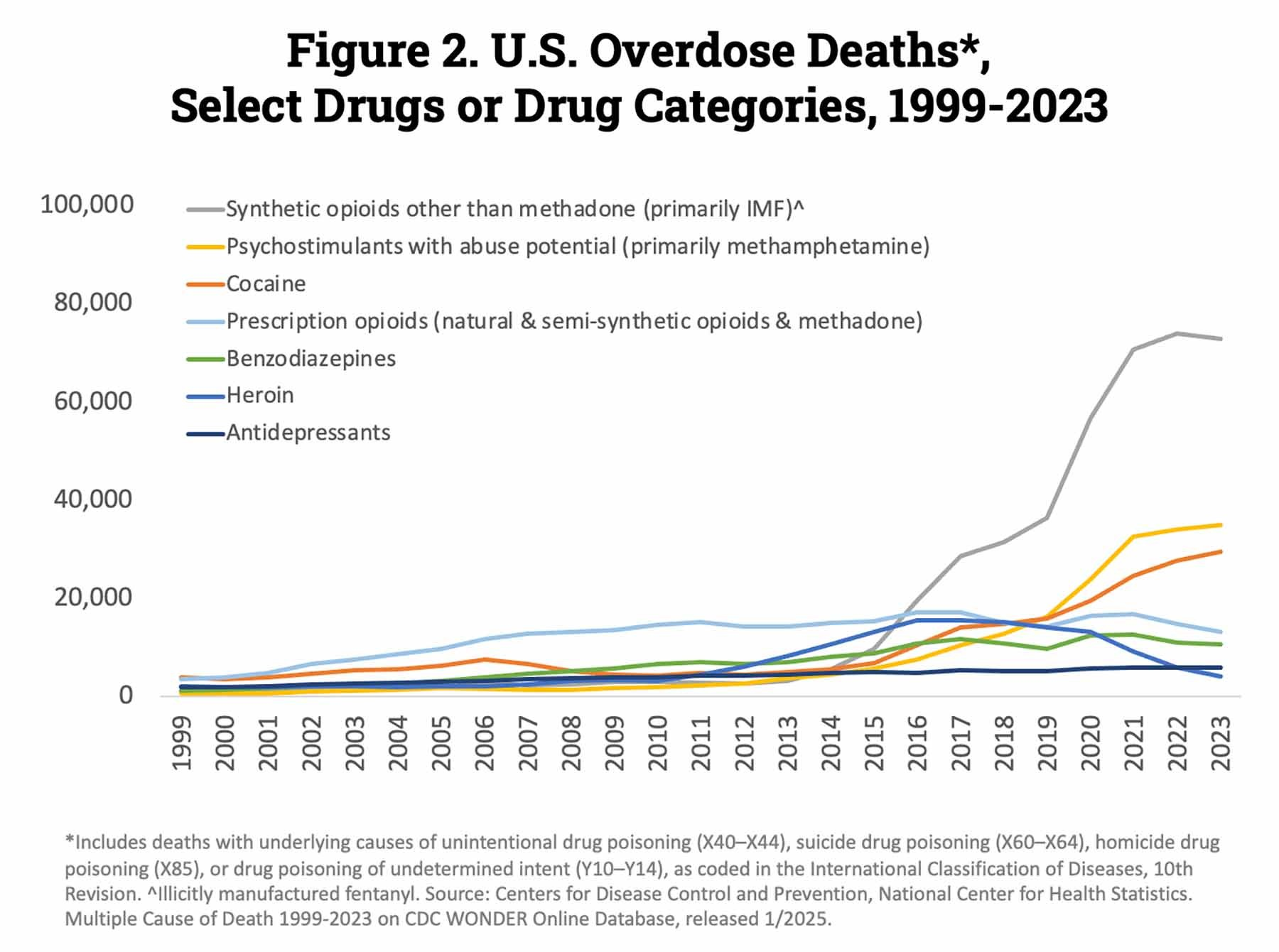
美國一年藥物過量致死人數，以及關聯的藥物。

## 歷史

### APA、AMA、和NCDA的定義
1932年，美國精神醫學會（APA）用“合法性”、“社會接受度”、和“文化熟悉度”作限定因素，建立如下的定義：
…依據一般規則，我們使用“藥物濫用”來描繪把那些為數不多的物質（其中多數是藥物）用在非法，非醫學的用途上，而這些藥物具有改變精神狀態的特性。就社會規範認定，以及根據法律的觀點，這種改變是不妥當、令人厭惡、有害、有威脅性、或至少是與文化傳統背離的。
1966年，美國醫學會（AMA）的酗酒與成癮委員會以“醫療監督”形式對興奮劑（主要是苯丙胺（安非他命））的濫用給予定義：
……“使用”是指醫療執業時適當使用興奮劑；“濫用”則是指醫師在做會導致潛在危險的治療；“濫用”也指在沒醫學監督的情況下做自我藥療，尤其是服用大劑量，以至產生心理依賴、藥物耐受、和異常行為。
全國大麻和藥物濫用委員會（NCDA）在1973年說：
...藥物濫用指的是不顧藥理作用，仍使用的任何藥物或是化學物。這是一個含義廣泛，但只有一項相同的含義：社會不容許。 ...本委員會認為該把藥物濫用的說法從官方聲明和公共政策對話中刪除。這個名詞用在那些藥物的使用上，不切實際，只是一種隨意代碼，當前被認為不夠正確。

### DSM
APA在1952年出版的《精神疾病診斷與統計手冊（DSM）》第一版把喝酒和其他藥物濫用歸為反社會人格障礙，被認為是深層的心理障礙或道德軟弱的症狀。第三版於1980年出版，是第一個認識到物質濫用（包括藥物濫用）和物質依賴是各自單獨的症狀，物質濫用含有社會和文化因素。依賴的定義強調的是對藥物的耐受性，以及發生藥物戒斷症狀，兩者是診斷的關鍵因素，而濫用被定義為“導致社會或職業損害的不當使用”，但不包含戒斷或是耐受性的問題。
1987年，DSM第三版修正版（DSM-IIIR）中“精神活性物質濫用”這一類別（其中包括以前的藥物濫用概念）被定義為“不當形態的使用....雖然知道繼續使用會導致持續或反復出現社會的、職業上的、心理上的問題，或在對身體有害的情況下使用（或反復使用）而引起或加劇身體上的問題。”這個類別是一項多出的類別，在適用方面，把依賴列為優先。這是第一個在診斷中對行為和生理因素給予同等重視的定義。到1988年，DSM第四版把物質依賴定義為“一種涉及難以控制的使用，不論有或沒有耐受和戒斷症候群的出現”；物質濫用是“不當形態的使用，沒有難以控制的衝動，也沒有明顯的耐受或戒斷情況”。物質濫用會對人健康有害，在某些情況下甚至會致命。到1994年，APA發行的DSM第四版修正版（DSM-IV-TR）先將物質依賴定義為”當個人不顧後果而繼續使用酒精或者藥物時，就是罹患物質依賴。“，接著把診斷標準列出。
DSM-IV-TR把藥物濫用定義為：
- A.在12個月內出現以下一種（或多種）物質的不當形態使用，導致臨床上明顯的損害或困擾：

1. 重複使用物質導致無法履行在工作、學校、或家庭中的職責（例如，反復缺勤或工作表現不良、缺勤、停學或被開除學籍、忽略子女或家計）
2. 反復使用物質，對身體產生損害（例如，在身體受到損害的情況下駕車或操作機器）
3. 反復出現與物質使用有關的法律問題（例如，因不當行為而被捕）
4. 受物質影響而引起或加劇持續或反復出現的社會或人際關係問題，但仍繼續使用（例如，與配偶爭辯有關受到藥物影響的後果，還有肢體衝突）

- B.症狀從未達到物質依賴的標準。

DSM第五版（DSM-5）於2013年出版，重新對這個名詞檢視。主要的變化是濫用/依賴這些名詞的演化。在第四版時，濫用被視為具有依賴的特性，是這種疾病的早期或危害較小的形式。但是，如前所述，APA定義中的”依賴“並不意味存有生理依賴性，而是意味存有一種疾病狀態，最好將其稱為一種成癮狀態。許多與之有關的人都覺得這樣的文字定義常讓醫界內部和公眾感覺混餚。美國精神醫學協會在進行DSM第五版的討論時，曾邀請有關人士對於疾病的定義提供意見。在第五版裡面，物質濫用和物質依賴已被合併為物質使用疾患的類別，現在它們不被當作單獨的概念而存在。不論物質濫用和物質依賴性是否同時存在，藥物濫用疾患的程度被分為三個級別：輕度、中度、和嚴重。

## 社會與文化

### 法律手段
多數政府都會立法，把使用某些類型的藥物的行為列為犯罪。這些藥物通常被稱為”非法藥物“，但通常說的非法，是未經許可的生產、分銷、和擁有。這些藥物也被稱為”受管制物質“。即使是單純的擁有這些物質，處罰也可能會非常嚴厲（某些國家甚至是動以死刑）。法律因國家而異，甚至在國家內部也可能不同，並且在歷史過程中經歷過大變動。
政府所做的藥物控制政策（試圖制止藥物供應和消除濫用）大體上並不成功。美國政府投下巨額人力和物力，但藥物的供應和藥物的純度卻達歷史上空前的水準，絕大部分資源都用於禁令和執法，而非用在公共衛生之上。歐盟的總人口比美國多出1億，而美國監獄中關著的非暴力藥物使用罪犯人數，卻比歐盟關在監獄裡的總人數還多出100,000人。
雖說有禁止毒品的立法存在（或可能是因為有這種立法的緣故），有組織的大型毒品卡特爾仍在世界各地運作。提倡毒品除罪化的人認為，禁毒反而會讓販毒成為一門有利可圖的生意，造成許多犯罪活動相繼而起。

### 成本
決策者試圖了解執行藥物干預措施所需成本。適當的政策需要先把藥物分類，然後根據分類正確做出公共支出成本的估計。
標明為藥物相關的干預支出，顯示的是國家自願性花費，用於直接處理非法藥物的計劃性支出。透過仔細審查官方的會計文件（例如國家預算和年度報告），可容易追溯明確標記為藥物相關的直接公共支出。未標明的費用指的是未事先計劃的支出，可透過建模技術，根據自上而下的預算決策過程而估算。
這項估算技術從支出總額中，把處理物質濫用所需經費的比例（未標明與毒品有關的支出=總支出×應佔比例）計算出。例如，要估算特定國家監獄和藥物濫用相關的支出，先找出兩個必要因素：特定時期內這個國家國監獄的總支出，以及因藥物相關問題而入獄的囚犯比例。兩者的相乘的結果就可用於國家間粗略的比較。

#### 歐洲
在準備2005年的報告工作時，歐洲藥物和成癮監測中心在各國的聯絡點向27個歐盟成員國、挪威、和歐盟候選國，請求提出各個國家一級，標明與藥物濫用相關的公共支出數字。
10個國家，根據政府不同職能的部門分類報告，總共數字是21.7億歐元。總體而言，數字所佔比例最高的政府部門有衛生部門（例如醫療服務）（66％）和公共秩序與安全部門（簡稱POS，例如警察部門、法院、監獄）（20％）。按國家劃分，衛生部門平均佔國內生產總值（GDP）的比例為0.023％，POS所佔的平均比例為0.013％。然而，這些比率在各國間的差異甚大，斯洛伐克的衛生部門所佔比例為0.00033％，在愛爾蘭的比例則為0.053％，葡萄牙的POS所佔比例為0.003％，英國則為0.02％。國家衛生部門之間的最高和最低的比例幾乎是161倍，而POS則是6倍。為何愛爾蘭和英國花費在衛生部門和POS上的經費比例如此高，或者斯洛伐克和葡萄牙在這些方面花費的比例如此低？
為回答前述問題，並全面評估各國與藥物相關的公共支出，這項研究把10個報告國家的衛生部門和POS的支出和GDP的關係作比較，結論是GDP是一國在衛生部門和POS中藥物相關支出的主要因素。這些國家標明的公共支出與GDP呈正相關：在衛生部門方面，r = 0.81，在POS方面，r = 0.91（r為（相關係數））。 GDP每增長1％而導致衛生部門和POS支出的變化，估計分別為1.78％和1.23％（請參考需求的收入彈性）。
衛生部門和POS支出具有很高的需求收入彈性，可視為是奢侈品；當一國變得更富裕時，這方面的支出比例會增加更多。

#### 英國
英國內政部估計，因為藥物濫而產生的犯罪、曠工、和疾病方面的社會和經濟損失，每年超過200億英鎊。但是，英國內政部沒有列出意料之外的後果（為維持吸食昂貴藥物而犯罪，受到波及的生產和分銷）所佔的比例，也沒列出執法成本的比例。這些因素對於研究禁絕藥物經濟學都有需要。

#### 美國
| 年份 | 成本 (美金10億元) |
| ---- | ----------------- |
| 1992 | 107               |
| 1993 | 111               |
| 1994 | 117               |
| 1995 | 125               |
| 1996 | 130               |
| 1997 | 134               |
| 1998 | 140               |
| 1999 | 151               |
| 2000 | 161               |
| 2001 | 170               |
| 2002 | 181               |

以上數字代表總體經濟成本，分為三個部分：衛生成本、生產力損失、和非衛生的直接支出。
- 與衛生有關的費用預計在2002年達到160億美元。
- 生產力損失估計為1,286億美元。與藥物濫用的其他成本（直接用於商品和服務的支出）相比，這數字反映的是潛在的資源損失：勞動力市場和家庭生產中損失的產能（可合理預期在未受藥物濫用影響下，原本的產能得以發揮）。

其中包括因過早死亡造成的生產力損失（246億美元）、與藥物濫用有關的疾病（334億美元）、監禁（390億美元）、職業性犯罪（276億美元）、和犯罪受害者的生產力損失（18億美元）。
- 非衛生相關的直接支出主要為與司法系統有關的費用和犯罪受害者費用，但也包括少數社會福利系統管理費用。 這類總額在2002年估計為364億美元。這些費用中最大的部分是州和聯邦的司法矯正費用，為142億美元，主要是用在監獄管理。另外用於州和地方的警察費用有98億美元，其次是聯邦用於減少藥物供應來源的62億美元。

根據美國衛生及公共服務部所屬的醫療衛生研究與品質局（AHRQ）的報告，聯邦醫療補助（Medicaid）負擔因鴉片類藥物過度使用而住院的次數，比聯邦醫療保險（Medicare）或私人醫療保險負擔的高很多。而到2012年，這種差異有所減少。在同期的10年內，Medicare負擔的住院次數增長最快。

## 特殊群體

### 移民，以及難民
移民和難民通常會承受巨大壓力，在遷移之前，以及遷移途中所發生的身體創傷，以及與親人的生離死別而造成的沮喪和焦慮，接踵而至的還有”文化失調“、語言障礙、種族主義、歧視、經濟逆境、居住環境人滿為患、社交孤立、地位淪喪、難以獲得工作、以及擔心被驅逐出境。難民經常會為留在故土親人的健康和安全擔憂，也不確定自己何時能返鄉。對某些人來說，藥物濫用成為他們應對這些壓力的機制。
移民和難民可能把原籍國的物質使用和濫用方式以及行為帶來，或採用接納他們的當地國主流文化中已有的態度、行為、和模式。

### 街頭流浪兒童
在很多的發展中國家裡面，流浪兒是藥物濫用，尤其是吸入性藥物濫用的高風險群體。根據英國劇作家及小說家弗蘭克·科特雷爾·博伊斯在肯亞所做的研究，他認為”街頭流浪兒童使用藥物主要是有功能性–把流浪生活的痛苦感鈍化–也表現出與“街頭家庭”的同伴間相互支持，分享共同經驗的象徵性意義。“

### 音樂界人士
為維持高度的表演品質，有些音樂界人士會服用化學物質。有些人服用類如酒精的物質來應對表演的壓力。音樂界人士的藥物濫用與其他專業群體比較，比例較高。流行音樂家最常使用的化學物質是可卡因，由於可卡因對神經的作用會提高機敏性，引起欣快感覺，好像他們在某種程度上是”擁有舞台“。藥物對表演者（尤其是音樂家）有害的方式是利用吸入的方式。肺部是歌手的重要器官，對香煙上癮會嚴重損害他們的表演品質。吸菸會傷害負責吸收氧氣的肺泡。

### 退伍軍人
物質濫用是另一項會影響到退伍軍人身心健康的因素。它們還會損害家庭關係，並產生財務問題。有證據顯示物質濫用對無家可歸的退伍軍人造成高比例的危害。在2015年，有項在佛羅里達州所做的研究，根據自我報告調查，比較退伍軍人與非退伍軍人之間無家可歸的原因。研究的結果發現有17.8％參與調查的退伍軍人，列出酒精和藥物相關問題是他們無家可歸的理由，而參與調查的非退伍軍人僅有3.7％舉出這樣的理由。
在2003年所做的一項研究發現，無家可歸與是否獲得家人/朋友和類似服務的支持有關聯。但是，對已經有藥物濫用問題的無家可歸者中作比較時，這種關聯並不存在。美國退伍軍人事務部提供一份治療選項清單給有藥物濫用問題的退伍軍人。對於不涉及藥物的治療，他們提供一種治療選項，著重於尋找外部支持團體，並”研究藥物使用問題如何與諸如創傷後壓力症候群（PTSD）和抑鬱症之類的問題發生關聯“。

### 性別
不同的性別有不同的物質濫用形態。男性和女性在短期和長期影響方面有差異。差異的發生可歸因於大腦、內分泌系統、和代謝系統的兩性異形。社會和環境因素對婦女發生極大的影響，還有兒童和老人在護理時遭受暴力侵害的風險，都是造成藥物濫用產生性別差異的因素。婦女報告說他們濫用藥物時，在就業、家庭、和社會功能等領域會遭受較大的損害，但對治療的反應相似。婦女中的物質濫用和精神疾病併發案例比男性更普遍。女性會較頻繁使用藥物來減少這些併發疾病的負面影響。物質濫用使男性和女性都容易發動性暴力以及成為性暴力的受害者。男性往往是在參與群體後而發生第一次吸毒，比例高過女性。女性在初次嘗試藥物時，從毒品中獲得的樂趣高過男性。從初體驗到成癮，女性比男性的進展速度快。數十年以來，醫生、精神科醫師、和社會工作者均認為婦女一旦開始喝酒，就會更快地提高喝酒數量。女性一旦確定成癮，她們就會持續使用比男性更高的劑量。女性停止吸菸的戒斷反應會強過男性。而男性對酒精的戒斷反應比女性嚴重。在康復和復發方面也存有性別差異。男性和女性的酒精濫用復發率很相似。對於女性而言，結婚和婚姻間關係的壓力是酒精濫用復發的危險因素。對於男性而言，結婚會降低復發的風險。這種差異可能是在過度喝酒的性別差異所造成。酗酒的女性，比酗酒的男性，更容易與過量喝酒的伴侶結婚，因為如此，男性或可因結婚而免於復發，而女性結婚反讓他們處於較高的風險之中。但是，女性在物質濫用復發的可能性小於男性。當男性陷入物質濫用的複發時，他們很有可能在復發之前有正面的經驗。而另一方面，當婦女再次陷入物質濫用時，她們很可能是受到負面環境或人際關係問題的影響。

## 外部連結
- 中的“物質濫用”
- Adverse Childhood Experiences: Risk Factors for Substance Misuse and Mental Health （页面存档备份，存于） Dr. Robert Anda of the U.S. Centers for Disease Control describes the relation between childhood adversity and later ill-health, including substance abuse (video)
- The National Institute on Drug Abuse （页面存档备份，存于）